# Hedychium elatum
Hedychium elatum är en enhjärtbladig växtart som beskrevs av Robert Brown. Hedychium elatum ingår i släktet Hedychium och familjen Zingiberaceae. Inga underarter finns listade i Catalogue of Life.